# Moto Gymkhana

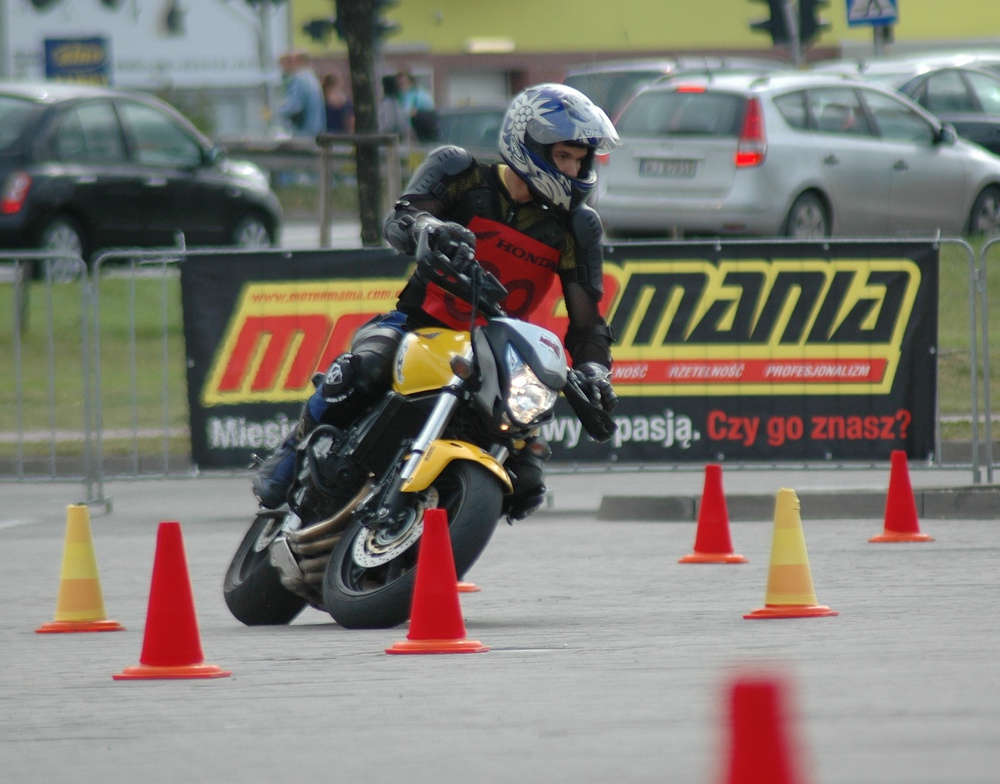
Beniamin Mucha, polnischer Vizemeister der Honda-Gymkhana-Saison 2012, während eines Laufs in der letzten Runde, Warschau – Marki, 16. September 2012

Moto Gymkhana ist ein Motorradsport, bei dem ein festgelegter Parcours aus farbigen Pylonen so schnell und geschickt wie möglich zu durchfahren ist. Der Sport ist in Japan weit verbreitet und wird international regelmäßig auf Wettkampfebene praktiziert.

## Besonderheiten
Das Besondere am Moto Gymkhana ist, dass die Parcours teilweise sehr eng sind und die geforderten Figuren ein Höchstmaß an Geschicklichkeit und Motorradbeherrschung erfordern. Aufgrund der relativ geringen Geschwindigkeiten (max. 50–60 km/h) besteht im Gegensatz zu anderen Motorradsportarten nur ein geringes Verletzungsrisiko. Dies macht das Moto Gymkhana besonders für Hobbyfahrer und Einsteiger interessant, die ihre Fähigkeiten im Umgang mit dem Motorrad verbessern wollen.
Es gibt international drei Leistungsklassen: Pro, Intermediate und Novice. Um in der Pro-Klasse bestehen zu können, sind intensives Training, eine nahezu perfekte Motorradbeherrschung und kleinere Modifikationen am Fahrzeug nötig.
Neben nationalen Wettkämpfen gibt es sogenannte „Remote-Competitions“, bei denen sich Fahrer aus der ganzen Welt über das Internet vergleichen und austauschen können.

## Verbände
JAGE ist der inoffizielle Verband in Japan, der regelmäßig Wettbewerbe veranstaltet, bis hin zu nationalen Meisterschaften.
Die Moto Gymkhana Association organisiert Wettbewerbe im Vereinigten Königreich.
Die American Motorcycle Gymkhana Riders Association wurde 2011 in Birmingham, Alabama gegründet, der Sport erfreut sich in den Vereinigten Staaten seither wachsender Beliebtheit.
Der Moto Gymkhana Club of Australia (MGCA) gehört zur Australian Motorcyclist Association (AMA) und ist dort Veranstalter der Wettbewerbe.
Die polnische Vertriebsniederlassung von Honda promotet den Sport aktiv, was dort mittlerweile zu einem gewissen Bekanntheitsgrad beigetragen hat.
In den Niederlanden ist das Moto Gymkhana über einen Verein organisiert, der viele europäische Spitzenfahrer hervorgebracht hat und sich um die Verbreitung des Moto Gymkhana in Europa verdient gemacht hat.
In Deutschland befindet sich die Moto-Gymkhana-Szene noch im Aufbau, der Moto Gymkhana Deutschland e.V wurde im Mai 2020 gegründet.

## Regeln
Mangels Beteiligung der FIA als Dachverband des internationalen Motorsportes existiert aktuell kein verbindliches Regelwerk.
International anerkannt von allen aktiven Fahrern ist das Adachi-System, das auch in Japan angewandt wird:
- rote Pylone = Rechtskurve
- blaue Pylone = Linkskurve
- gelber Streifen an der Pylone = Rotation größer als 270 Grad in der jeweiligen Richtung
- zwei gelbe Pylonen = Gate/Durchfahrt
- zwei gelbe Pylonen mit Linie verbunden = Jinks, das Vorderrad muss die Linie berühren
- orangefarbene Pylonen = Parcoursbegrenzung
- Start/Ziel-Box = 1,5 m × 3 m, darf beim Start/Zieleinlauf nicht verlassen werden

## Grundkurse
Um Vergleichbarkeit bei Wettbewerben (insbesondere bei Remote-Competitions) zu gewährleisten, existieren Grundkurse, die von allen Fahrern in Aufbau und Streckenführung anerkannt sind.
- 8GP
- Anchor
- Shiso GP
- Eraser
- Hitch
- Grapevine
- Pita GP

## Motorräder und Ausrüstung
Die verwendeten Motorräder müssen für den normalen Straßenverkehr zugelassen sein, Spezialumbauten für die Rennstrecke oder profillose Reifen werden nicht anerkannt. In der Regel sind die Motorräder mit speziellen Schutzbügeln ausgestattet.
Schutzkleidung ist im normalen Umfang wie im Straßenverkehr erforderlich. Ein geschlossener Helm und Protektoren an Ellenbogen und Knien sind ratsam.